# Giancarlo Corradini
Giancarlo Corradini (Sassuolo, 24 febbraio 1961) è un allenatore di calcio ed ex calciatore italiano, di ruolo difensore.
Da calciatore ha vinto un Campionato italiano di Serie C1 (Girone A 1980-1981) con la Reggiana; ha in seguito militato nelle file del Torino (squadra a cui ha legato la maggior parte della sua carriera) ed è stato campione d'Italia nel 1990 con il Napoli, con cui ha vinto anche la Coppa UEFA 1988-1989 e la Supercoppa Italiana 1990.
Da allenatore, dopo varie esperienze negli staff tecnici della Juventus tra il 1999 e il 2007, ha de iure vinto il Campionato di Serie B 2006-2007 proprio con la compagine zebrata.

## Caratteristiche tecniche

### Giocatore
Nacque come terzino ma si impose ad alti livelli come difensore centrale.

## Carriera

### Giocatore
Dopo gli esordi nella prima squadra del Sassuolo all'età di sedici anni, milita due anni nelle file del Genoa e della Reggiana. Nel 1982 si trasferisce in Serie A al Torino che, nel 1985, arriva al secondo posto in campionato dietro il Verona di Osvaldo Bagnoli.

Corradini (a destra) in azione al Torino nel 1986, alle prese con il romanista Oddi.

Chiuse la propria carriera di calciatore professionista con il Napoli di Diego Armando Maradona, nel periodo d'oro della squadra azzurra. Con la squadra partenopea conquista infatti nel 1989 una Coppa UEFA, e l'anno seguente uno scudetto e una Supercoppa italiana.
Proprio nella vittoria del secondo scudetto partenopeo, fu determinante con due importanti reti: il 17 settembre 1989 segnò il gol decisivo della vittoria in Napoli-Fiorentina (3-2), e il 14 gennaio 1990 realizzò il gol del pareggio in Udinese-Napoli (2-2).

### Allenatore
Ritiratosi dall'attività agonistica nel 1994, intraprende la carriera come allenatore, iniziando dal settore giovanile del Modena e passando poi, nel 1999, al settore giovanile della Juventus. Dal 2001 al 2004 fa parte dello staff tecnico della prima squadra bianconera di Marcello Lippi, che nel biennio 2002-2003 vince consecutivamente lo scudetto e la Supercoppa italiana. Nell'estate del 2004 diventa secondo di Fabio Capello, con cui vince i campionati 2005 e 2006 – poi revocati dalle sentenze seguite a Calciopoli.
Con la retrocessione d'ufficio della Juventus in Serie B, non segue Capello al Real Madrid, ma è confermato nel ruolo di allenatore in seconda anche dal nuovo tecnico bianconero Didier Deschamps. Il 29 maggio 2007, dopo le dimissioni di quest'ultimo a due giornate dalla fine del campionato cadetto e a promozione acquisita, assume la conduzione tecnica della prima squadra, con la quale debuttò il 3 giugno 2007, rimediando due sconfitte contro Bari e Spezia, ma schierando molti giovani del vivaio bianconero.
Il 22 giugno 2007 diviene il nuovo allenatore del Venezia, formazione militante nel campionato di Prima Divisione, ma il 30 agosto viene esonerato dopo la prima giornata, a seguito della sconfitta interna per 1-2 contro la Cremonese di Mondonico. Il 10 novembre 2008 diventa l'allenatore del Cuneo, squadra militante nel campionato di Serie D e della quale fa parte anche il figlio Cristiano; vince contro lo Spezia al debutto casalingo, e la squadra sotto la sua guida tecnica conquista la matematica salvezza con quattro giornate di anticipo (vittoria di misura sul Savona) sulla conclusione del torneo. Riconfermato dal presidente, Corradini nell'estate del 2009 lascia comunque l'incarico di allenatore della squadra. Nel luglio del 2012 diviene il vice di Gianfranco Zola sulla panchina del Watford, club militante nella Football League Championship, la seconda serie del calcio inglese; ha lasciato il club inglese nel luglio dell'anno seguente. Il 18 febbraio 2016 è nominato direttore tecnico della Reggiana
Il 6 ottobre 2017 diventa il nuovo allenatore del Castelvetro, formazione modenese militante in Serie D ma viene esonerato il 24 ottobre.

## Statistiche

### Statistiche da allenatore
Statistiche aggiornate al 17 maggio 2009.
| Stagione        | Squadra         | Campionato      | Campionato | Campionato | Campionato | Campionato | Coppe nazionali | Coppe nazionali | Coppe nazionali | Coppe nazionali | Coppe nazionali | Coppe continentali | Coppe continentali | Coppe continentali | Coppe continentali | Coppe continentali | Altre coppe | Altre coppe | Altre coppe | Altre coppe | Altre coppe | Totale | Totale | Totale | Totale | % Vittorie |
| Stagione        | Squadra         | Comp            | G          | V          | N          | P          | Comp            | G               | V               | N               | P               | Comp               | G                  | V                  | N                  | P                  | Comp        | G           | V           | N           | P           | G      | V      | N      | P      | %          |
| --------------- | --------------- | --------------- | ---------- | ---------- | ---------- | ---------- | --------------- | --------------- | --------------- | --------------- | --------------- | ------------------ | ------------------ | ------------------ | ------------------ | ------------------ | ----------- | ----------- | ----------- | ----------- | ----------- | ------ | ------ | ------ | ------ | ---------- |
| giu. 2007       | Juventus        | B               | 2          | 0          | 0          | 2          | -               | -               | -               | -               | -               | -                  | -                  | -                  | -                  | -                  | -           | -           | -           | -           | -           | 2      | 0      | 0      | 2      | &0,00      |
| lug.-ago. 2007  | Venezia         | C1              | 1          | 0          | 0          | 1          | CI-C            | 1               | 0               | 1               | 0               | -                  | -                  | -                  | -                  | -                  | -           | -           | -           | -           | -           | 2      | 0      | 1      | 1      | &0,00      |
| 2008-2009       | Cuneo           | D               | 25         | 8          | 9          | 8          | -               | -               | -               | -               | -               | -                  | -                  | -                  | -                  | -                  | -           | -           | -           | -           | -           | 25     | 8      | 9      | 8      | 32,00      |
| Totale carriera | Totale carriera | Totale carriera | 28         | 8          | 9          | 11         |                 | 1               | 0               | 1               | 0               |                    | -                  | -                  | -                  | -                  |             | -           | -           | -           | -           | 29     | 8      | 10     | 11     | 27,59      |

## Palmarès

### Giocatore

#### Competizioni nazionali
- Campionato italiano Serie C1: 1

Reggiana: 1980-1981 (girone A)
- Campionato italiano: 1

Napoli: 1989-1990
- Supercoppa italiana: 1

Napoli: 1990

#### Competizioni internazionali
- Coppa UEFA: 1

Napoli: 1988-1989

### Allenatore
- Campionato italiano di Serie B: 1

Juventus: 2006-2007